# Giralda
A Giralda (em castelhano La Giralda) é a torre sineira para a Catedral de Sevilha, cuja maior parte (a inferior) era o minarete da Grande Mesquita de Sevilha. Tem 94,7 metros de altura e faz parte do sítio do Património Mundial da UNESCO "Catedral, Alcázar e Arquivo das Índias de Sevilha".